# Harry Scott Newlands
Harry Scott Newlands, CMG (* 9. Februar 1884; † 12. März 1933) war ein britischer Kolonialbeamter, der unter anderem 1933 Gouverneur von Barbados war.

## Leben
Harry Scott Newlands, Sohn des aus Edinburgh stammenden Solicitor Andrew Newlands, trat in den kolonialen Verwaltungsdienst (Colonial Administrative Service) ein und fand zahlreiche Verwendungen. Er war zwischen 1930 und 1933 Chefkommissar (Chief Commissioner) der Kronkolonie Goldküste. Für seine Verdienste in dieser Funktion wurde er 1932 zum Companion des Order of St Michael and St George (CMG) ernannt.
Am 21. Januar 1933 wurde er neuer Gouverneur von Barbados und damit Nachfolger von Sir William Charles Fleming Robertson. Zugleich war er kraft Amtes als Commander-in-Chief of Barbados auch Oberkommandierender der dortigen britischen Truppen und bekleidete diese Posten nur für knapp zwei Monate bis zu seinem Tode am 12. März 1933, woraufhin Mark Aitchison Young am 5. August 1933 neuer Gouverneur und Oberkommandierender wurde.